# John Bowers
John Bowers (25 de diciembre de 1885-17 de noviembre de 1936) fue un actor teatral y cinematográfico estadounidense de la era del cine mudo, y que trabajó en un total de 94 filmes, incluyendo cortos. 

## Biografía
Su verdadero nombre era John E. Bowersox, y nació en Garrett, Indiana, siendo sus padres George y Ida Bowersox. Estudió en el Huntington Business College de Huntington, Indiana, centro en el cual se interesó en la actuación. Inicialmente entró a formar parte de un grupo de teatro de repertorio con el cual viajó hasta llegar en 1912 a Nueva York, ciudad en la cual trabajó en diversas producciones representadas en Broadway. 
Bowers inició su carrera cinematográfica en 1914, y a los cinco años era uno de los más populares primeros intérpretes masculinos. A lo largo de su trayectoria trabajó con frecuencia con la actriz Marguerite De La Motte, con la cual se casó en 1924. 
Como otras muchas estrellas del cine mudo, la carrera de Bowers se hundió con el advenimiento del cine sonoro. El 17 de noviembre de 1936, sabiendo que su viejo amigo Henry Hathaway estaba dirigiendo a Gary Cooper en el film Souls At Sea, rodado en la Isla Santa Catalina, en California, decidió alquilar una balandra de dieciséis pies para navegar a la isla. El actor, entonces con 50 años de edad, no llegó nunca a la orilla, y su cuerpo fue hallado en la playa de Santa Mónica (California). Su vida y, particularmente, su muerte fueron fuente de inspiración para dar forma a Norman Maine, personaje de la película A Star is Born (1937). En dicho personaje también pueden encontrarse reminiscencias de Errol Flynn y Norman Kerry.
Por su contribución a la industria cinematográfica, John Bowers tiene una estrella en el Paseo de la Fama de Hollywood, en el 1701 de Vine Street.

## Filmografía seleccionada
| Año  | Título                 | Papel                | Observaciones                      |
| ---- | ---------------------- | -------------------- | ---------------------------------- |
| 1914 | The Baited Trap        | Blondie              |                                    |
| 1915 | The Woman Pays         | John Langton         | Nombre en créditos: John E. Bowers |
| 1916 | Madame X               | Monsieur Floriot     |                                    |
| 1917 | Darkest Russia         | Alexis Nazimoff      |                                    |
| 1918 | A Woman of Redemption  | Tim Stanton          |                                    |
| 1919 | Strictly Confidential  | Vernon, Lord Bantock |                                    |
| 1919 | Day Dreams             | Dan O'Hara           |                                    |
| 1920 | Godless Men            | Dan Darrin           |                                    |
| 1921 | The Ace of Hearts      | Mr. Forrest          |                                    |
| 1922 | Quincy Adams Sawyer    | Quincy Adams Sawyer  |                                    |
| 1923 | The Woman of Bronze    | Paddy Miles          |                                    |
| 1924 | Code of the Wilderness | Rex Randerson        |                                    |
| 1925 | Daughters Who Pay      | Dick Foster          |                                    |
| 1925 | Confessions of a Queen | Príncipe Alexei      |                                    |
| 1926 | The Dice Woman         | Hamlin               |                                    |
| 1927 | The Heart of the Yukon | Jim Winston          |                                    |
| 1929 | Say It with Songs      | Dr. Burnes, cirujano |                                    |
| 1931 | Mounted Fury           | Jim Leyton           |                                    |